# Hemidactylus mercatorius
Espèce
Synonymes
- Hemidactylus gardineri Boulenger, 1909
- Hemidactylus persimilis Barbour & Loveridge, 1928
- Hemidactylus mandanus Loveridge, 1936

Statut de conservation UICN

 LC  : Préoccupation mineure
Hemidactylus mercatorius est une espèce de geckos de la famille des Gekkonidae.

## Répartition
Cette espèce se rencontre en Somalie, au Kenya, en Tanzanie, au Malawi, au Mozambique, aux Comores, à Madagascar, aux Seychelles et à Maurice.

## Description
C'est un gecko nocturne de taille modeste. Cette espèce est très proche de Hemidactylus platycephalus.

## Publication originale
- Gray, 1842 : Description of some new species of Reptiles, chiefly from the British Museum collection. The Zoological Miscellany, vol. 2, p. 57-59 (texte intégral).